# The Rubinoos
The Rubinoos was een Amerikaanse powerpop-band, opgericht in 1970 in Berkeley.

## Bezetting
Oprichters
- Greg 'Curly' Keranen (basgitaar, zang, 1970–1971, 1973–1975)
- Alex Carlin (orgel, 1970–1971)
- Ralph Granich (drums, 1970–1971)
- Danny Woods (saxofoon, 1970–1971)
- Tom Carpender (basgitaar, zang, 1971–1973)
- Royse Adler (basgitaar, zang, 1975–1980)
- Michael Boyd (keyboards, zang, 1981–1982)

Huidige Bezetting
- Jon Rubin (zang, gitaar, 1970-1985, 1999–heden)
- Tommy Dunbar (zang, gitaar, 1970-1985, 1999–heden)
- Donn 'Donno' Spindt (drums, zang, 1971-1985, 1999–heden)
- Al Chan (basgitaar, zang 1980-1985, 1999–heden)

Tournee-muzikanten
- Susie Davis (keyboards, zang, 2002–heden)
- David Rokeach (drums, 2007–heden)

## Geschiedenis
De schoolvrienden Jon Rubin en Tommy Dunbar formeerden in 1973 in Berkeley met Royse Adler en Donn Spindt de band, die echter tot 1975 moest wachten, voordat ze een platencontract kregen bij Beserkley Records.
Hun eerste publicatie was in 1975 op het album Beserkley Chartbusters, Volume 1, een langspeelplaat wiens titel een marketinggrap was. Deze was de eerste lp bij het label en bestond uit songs, die zelfs niet in de nabijheid van de hitlijst zijn gekomen. Enkele werden zelfs speciaal opgenomen voor die lp. Daarop waren naast Earth Quake, Greg Kihn en Jonathan Richman de Rubinoos vertegenwoordigd met de song Gorilla, die later ook als single werd uitgebracht.
De eerste commercieel succesvolle single van The Rubinoos was een coverversie van de 1967-hit I Think We're Alone Now van Tommy James & the Shondells. Deze plaatste zich in de Amerikaanse hitlijst en betekende voor het independent-label het eerste succes. In hetzelfde jaar verscheen de eerste zelf betitelde lp, die weliswaar werd overstelpt met goede kritieken, echter een commerciële mislukking werd. De band promootte hun hit ook in Europa. Ze speelde onder andere op 14 maart 1978 in het Hamburgse Audimax voor de camera's van Rockpalast.
Hun tweede lp verscheen in 1979, waarvan in de Verenigde Staten meer dan 100.000 exemplaren werden verkocht, voordat hun distributie failliet ging. Het album bevatte een coverversie van I Wanna Be Your Boyfriend (The Ramones, 1976). Deze was als single in het Verenigd Koninkrijk in de airplayhitlijst zeer succesvol, echter zonder in te stappen in de verkoopshitparade. Desondanks was het succes toereikend om als voorgroep te worden gecontracteerd voor Elvis Costello's Armed Forces-tournee.
Tijdens het daaropvolgende jaar werd de band ontbonden. In 1983 keerden Rubin en Dunbar terug op het podium en werkten voor een paar nummers samen met producent Todd Rundgren. In 1989 richtte Tommy Dunbar de band Vox Pop op. Een album van deze band verscheen in 1998 bij Sandbox Records. Begin jaren 1990 verschenen al twee compilaties met niet-uitgegeven nummers van The Rubinoos, voordat in 2000 het volledig nieuwe album Paleophonic in de oorspronkelijke bezetting werd uitgebracht. De plaat werd oorspronkelijk alleen voor de fanclub van de band uitgegeven. De band trad desondanks als vedette op tijdens een festival en de albumverkoop werd opgestart.
In 2002 verscheen een plaat met alleen coverversies, zoals Shake Some Action van The Flamin' Groovies, Heroes and Villains van The Beach Boys en Bend Me, Shape Me van The Amen Corner. In 2004 werd een livealbum met oudere opnamen uitgebracht, voordat in 2005 een volledig nieuw album verscheen.
De band bestaat heden uit Gary Phillips (gitaar, accordeon, zang, keyboard en producent), Al Chan (basgitaar, zang), Nick D'Virgilio (percussie, drums, zang), Jon Rubin (gitaar, zang), Kit Potamkin (keyboard) en Tommy Dunbar (gitaar, keyboard, zang).

## Discografie

### Studioalbums
- 1977: The Rubinoos
- 1979: Back to the Drawing Board
- 1983: Party of Two EP
- 1998: Paleophonic
- 2003: Crimes Against Music
- 2006: Twist Pop Sin
- 2010: Biff-Boff-Boing (kinder-cd)
- 2010: Automatic Toaster
- 2015: 45

### Livealbums
- 2004: Live in Japan
- 2018: A Night Of All Covers -Live At Koenji High, Tokyo

### Compilaties
- 1978: Bezerk Times
- 1993: The Basement Tapes
- 1994: Garage Sale
- 1999: The Basement Tapes Plus
- 2002: Anthology
- 2007: Everything You Always Wanted to Know About the Rubinoos (3-cd box set)
- 2008: One Two That's It
- 2009: HodgePodge
- 2014: The Best of The Rubinoos